# Значок боевого пехотинца

Значок боевого пехотинца.

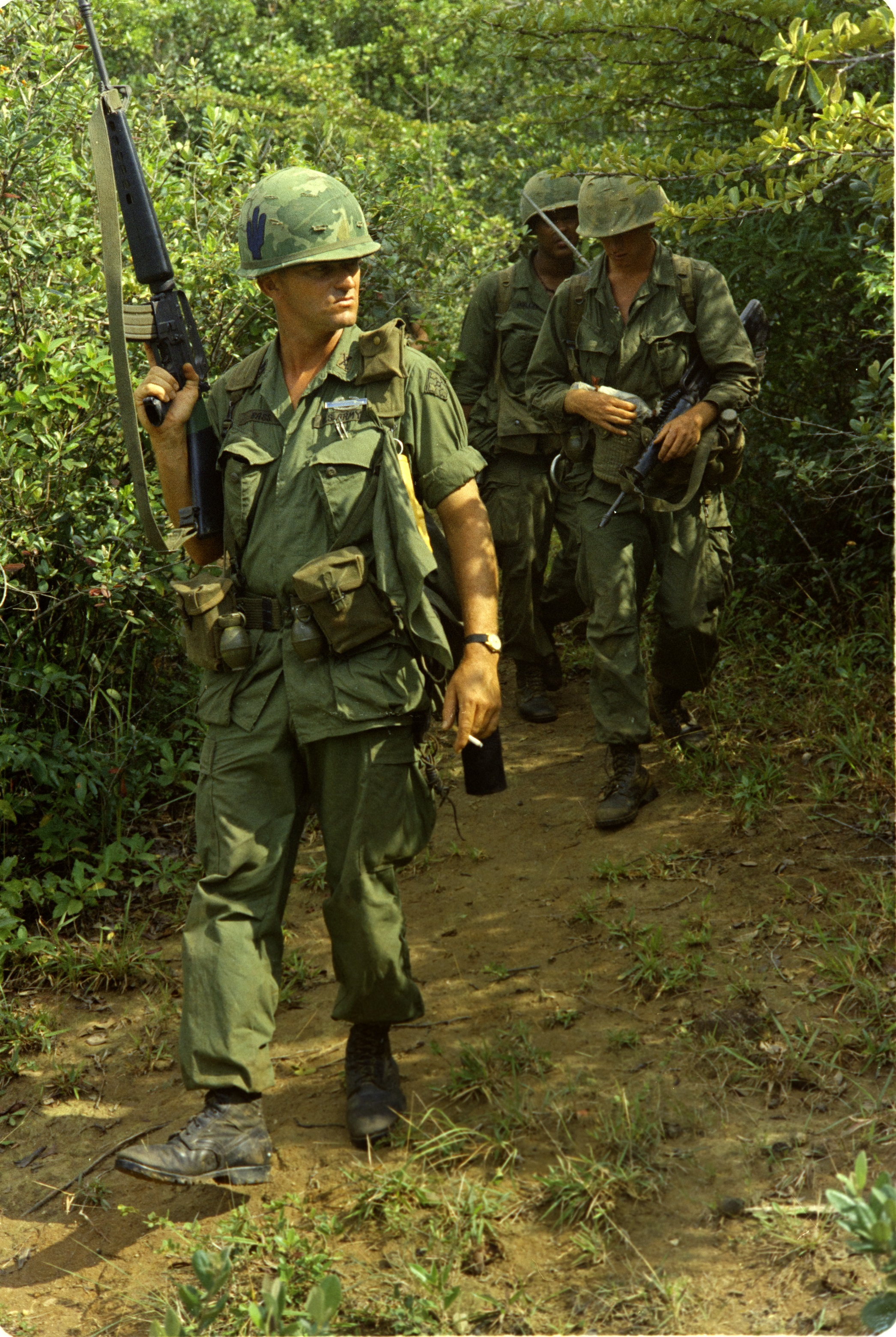
Значок боевого пехотинца на полевой форме одежды, 1967 год, война во Вьетнаме

Значок боевого пехотинца (англ. Combat Infantryman Badge; CIB) или Знак пехотинца «За участие в боевых действиях» — нагрудный знак Армии США, вручаемый военнослужащим пехоты и сил специального назначения, принимавшим непосредственное участие в боевых действиях.

## Вручение
Значок был введён министерством обороны США 27 октября 1943 года в качестве поощрения солдат и офицеров пехоты — рода войск, играющего ключевую роль в боевых действиях на суше и несущего наибольшие потери. Он вручается военнослужащим в звании полковника или ниже, имеющим воинскую специальность пехотинца и в этом качестве принимавшим непосредственное участие в боях с силами противника. С 20 декабря 1989 года (дата начала операции «Правое дело» в Панаме) значок вручается также военнослужащим сил специального назначения. Знак пользуется большим уважением в Армии США. Награждение знаком боевого пехотинца отражено в личном деле военнослужащего армии США (ERB/ORB/IPPS-A) и увеличивает шансы на получение следующего звания (дает 30 promotion points для званий E-5 и E-6 — Сержант и Staff Sergeant соответственно).
Значок боевого пехотинца может выдаваться за участие в следующих войнах, конфликтах и операциях (в скобках указывается период, на которые распространяется награждение):
- Вторая мировая война (1939—1945)
- Корейская война (1950—1953)
- Война во Вьетнаме (1961—1973) и Лаос (1961—1962)
- Доминиканская Республика (1965—1966)
- Корейская демилитаризованная зона (1969—1994)
- Сальвадор (1981—1992)
- Гренада (1983)
- Панама (1989—1990)
- Война в Юго-Западной Азии (1991)
- Сомали (1992—1994)
- Афганистан (с 2001)
- Ирак (с 2003)

На настоящий момент установлены четыре периода, за каждый из которых может быть выдан отдельный значок:
1. Вторая мировая война
2. Корейская война
3. Вьетнамская война и все последующие конфликты вплоть до миротворческой операции в Сомали
4. Войны в Ираке и Афганистане.

Если военнослужащий участвовал в конфликтах двух периодов, то технически он получает не два значка, а один значок соответствующего дизайна. Всего были разработаны дизайны значка для восьми периодов, из которых, как указано выше, к настоящему времени введены лишь четыре. На практике случаи вручения значка за четыре периода не известны и представляются крайне маловероятными, а за три периода значок получили менее 300 человек.

## Дизайн
Значок представляет собой серебряную табличку размерами 3x1 дюйм (7,62x2,54 см), покрытую голубой эмалью (голубой — цвет пехоты). На ней находится серебряный мушкет Спрингфилд образца 1795 года. К табличке прикреплён серебряный венок из дубовых листьев.
Повторное и последующие вручения отмечаются соответствующим числом серебряных звёзд в верхней части значка.